# デレク・ジーター
デレク・サンダーソン・ジーター (Derek Sanderson Jeter, 英語発音: [ˈdɛrɪk ˈsændɚsən ˈd͡ʒitɚ]; 1974年6月26日 - )は、アメリカ合衆国ニュージャージー州モリス郡ペカノック出身の元プロ野球選手 (遊撃手)、野球解説者。右投右打。MLBのニューヨーク・ヤンキースの第15 (11)代主将。背番号「2」はヤンキースの永久欠番。
1995年のデビューから2014年の引退までヤンキース一筋でプレーしたフランチャイズ・プレイヤー。現役生活20年間で5回のワールドシリーズ優勝、14回のオールスター選出があるほか、通算で3000本安打以上を記録、MLBを代表するスーパースターとして長年活躍した。ヤンキース・ファンからは敬意を持って「ザ・キャプテン (The Captain)」と呼ばれる。また、「ミスター・ヤンキース」とも呼ばれている。2014年にコミッショナー特別表彰を受賞した。
2017年オフよりマイアミ・マーリンズの共同オーナーとなり、最高経営責任者 (CEO)を2022年2月まで務めた。

## 経歴

### プロ入り前
アメリカ合衆国ニュージャージー州ペカノックにて、アフリカ系アメリカ人（黒人）である父チャールズ、アイルランド系アメリカ人（白人）である母ドロシーの間に生まれる。父は心理学のPh.D.を持つカウンセラーであり薬剤師でもあり、母は会計士であった。家族には他に妹のシャーリーがいる。
4歳の時にミシガン州カラマズーへ移住。その後も毎年の夏休みにはニュージャージーに住む祖父母の下で暮らしていた。大のヤンキースファンであった祖母からキャッチボールを教わり、頻繁にヤンキースタジアムに観戦に連れて行ってもらったことで、デレクも祖母と同じようにヤンキースファンになった。
大学野球でショートを守っていた父親の影響で、5歳の頃から野球を始める。父はミシガン州へ移り住んでから地元デトロイト・タイガースのファンになっていたが、ヤンキースを熱心に応援するデレクの影響でヤンキースファンへと転向した。タイガースの本拠地タイガー・スタジアムでのヤンキース戦には、車で2時間半かけて観戦に訪れ、父にいつかこの舞台でプレーすることを約束した。お気に入りの選手はデーブ・ウィンフィールドで、風貌が父親に似ていたことと、偶然にも父親と同じ分野の慈善事業に携わっていたことが大きいという。
カラマズー・セントラル高校時代から頭角をあらわし、通算で5割を超える打率を残した。1992年にはアメリカ野球コーチ連盟（The American Baseball Coaches Association）から高校年間最優秀選手賞（The High School Player of the Year）に選出されている。また、バスケットボールでも州を代表する選手として活躍していた。しかしNCAA（大学バスケ）校から声がかからず、野球に絞った。

### 現役時代
1992年のMLBドラフトの注目選手となったジーターは、当時ヒューストン・アストロズのスカウトを務めていたハル・ニューハウザーに見出され、アストロズの1巡目指名候補となった。しかし、ジーターはミシガン大学から奨学金のオファーを受けており、契約金の高騰が予想されたため、アストロズはジーターの指名を見送り、フィル・ネビンを全体1位で指名した。ジーターはニューヨーク・ヤンキースから1巡目（全体6位）で指名を受け、入団した。
その際には両親が、オフに大学へ通ってもよいという条項を入れさせ、1992年のオフシーズンに一学期間ミシガン大学アナーバー校へ通った。しかし、翌1993年のオフシーズンは球団から守備の強化練習を命ぜられたため大学のクラス登録に間に合わず、1994年オフにはメジャーデビュー実現の可能性が高まり住居を球団のトレーニング施設のあるフロリダ州タンパに移したため、学業は中断している。2004年には、スポーツ・イラストレイテッド誌に寄せた手記の中で、将来的に学業を再開したいという希望を持っていることを明かした。
プロとしてのキャリアは、マイナーリーグルーキー級ガルフ・コーストリーグ・ヤンキースから始まる。ルーキー級では打率.202と苦しんだが、その年の後半にはA級グリーンズボロ・グラスホッパーズへと昇格。入団当初は守備に難があり、1A時代の1993年には年間56失策を記録した。あまりのエラーの多さから、ジーターは自主的に居残り練習を行い、徹底的に守備を鍛えていった。家族への愛着がひときわ強く、新人時代にはホームシックにかかり、給料のほとんどをつぎ込んで毎日長距離電話で両親に電話をしていたという。1993年にはA級で打撃成績が飛躍的に向上し、数々の賞を受賞。当時低迷していたヤンキースの期待の若手となる。その後順当にA級タンパ・ヤンキース、AA級オールバニ・コロニー・ヤンキース、AAA級コロンバス・クリッパーズと昇格していった。
1994年にはマイナーリーグでの通算打率.344を残し、ベースボール・アメリカ・マイナーリーグ年間最優秀選手賞に選出された。
1995年に怪我で戦列を離れたトニー・フェルナンデスの代役としてメジャー昇格を果たし、5月29日のシアトル・マリナーズ戦でデビュー。13試合に出場し、打率.234・0本塁打・6打点の成績で6月11日にマイナーへ降格したが、9月3日にメジャー昇格を果たし、その後2試合に出場しシーズンを終えた。
1996年は、1962年のトム・トレッシュ以来となるルーキーでの開幕スタメン遊撃手に抜擢され、ソロ本塁打を放つなど、クリーブランド・インディアンスからの勝利に貢献している。9月5日から9月27日にかけて17試合連続安打を記録、新人選手としては球団史上ジョー・ディマジオの18試合に次ぐ最長記録となった。この年にレギュラーに定着し、打率.314を残して新人王を満票で受賞。同年のポストシーズンでも活躍し、ヤンキースにとって18年ぶりのワールドシリーズチャンピオン奪取に大きく貢献した。
1997年は159試合に出場し、打率.291、10本塁打、70打点だった。
1998年は、6月4日から初の故障者リスト入りとなり12試合に欠場したが、復帰後の8月には50安打を放ち、球団史上ディマジオの53安打（1941年7月）以来の月間50安打を達成。月間MVPに選出された。この年は初めてオールスターゲームにも選出され、シーズンでは149試合に出場。打率.324・19本塁打・84打点・30盗塁を記録し、MVPの投票で3位に入った。本塁打数はロイ・スモーリーの遊撃手としての球団記録16を更新し、203安打を放ち、遊撃手として球団史上2人目となる200本安打を達成した。
1999年には打率.349（リーグ2位）、24本塁打、102打点、134得点（リーグ2位）、219安打（リーグ1位）、出塁率.438と、いずれも自己最高の成績を残した。
2000年は148試合に出場し、打率.339、15本塁打、73打点、22盗塁だった。
2001年にヤンキースと総額1億8,900万ドルの10年契約を結んだ。この年は150試合に出場し、打率.311、21本塁打、74打点、27盗塁だった。
2002年は157試合に出場し、打率.297・18本塁打・75打点・32盗塁だった。
2003年は4月1日に左肩の故障で15日間の故障者リスト入りし、5月13日に復帰。故障の影響で、5年連続選出されていたオールスターゲームには選ばれなかった。6月3日にはドン・マッティングリーが1991年 - 1995年に務めて以来空位となっていた、ヤンキース11代目のキャプテンに就任した。この年は119試合に出場し、打率.324、10本塁打、52打点、11盗塁だった。
2004年は2年ぶりにオールスターゲームに選出され、シーズンでは154試合に出場。打率.292、23本塁打、78打点、23盗塁だった。オフに自身初となるゴールドグラブ賞を受賞した。
2005年は159試合に出場し、打率.309、10本塁打、70打点、14盗塁だった。オフには2年連続でゴールドグラブ賞を受賞した。
2006年は打率.343（リーグ2位）、213安打（リーグ3位）、34盗塁の好成績を残し、ゲーリー・シェフィールドや松井秀喜が故障離脱するなど苦しいチームを地区優勝に導いたとしてMVP候補の最右翼に挙げられた。結果はジャスティン・モルノー（ツインズ）にMVPを譲ったが、ハンク・アーロン賞とシルバースラッガー賞、3年連続となるゴールドグラブ賞を受賞した。
2007年は156試合に出場し、打率.322、12本塁打、73打点、15盗塁だった。2年連続でシルバースラッガー賞を受賞したが、3年連続で受賞していたゴールドグラブ賞は受賞を逃してしまった。
2008年は150試合に出場し、打率.300、11本塁打、69打点、11盗塁だった。オフに3年連続となるシルバースラッガー賞を受賞した。
2009年は8月16日のマリナーズ戦で、通算2674本目のヒットを放ち、ルイス・アパリシオが持っていた遊撃手としての通算安打数メジャーリーグ記録を更新した。9月9日の対レイズ戦で、3安打でルー・ゲーリッグの持つヤンキースの安打記録2721本に並び、2日後のオリオールズ戦で記録を更新した。シーズン前には年齢から「限界説」も唱えられていたが、例年3～4週間取るオフを2週間で切り上げ、下半身を徹底的に鍛え抜いたことにより、打率.334・18本塁打・30盗塁とキャリアハイに迫る活躍を見せ、安打数も2年ぶりに200安打を放った。同年は守備範囲も広まり、守備指標の各数値で平均以上を記録。オフには4年連続となるシルバースラッガー賞と3年ぶりのゴールドグラブ賞を受賞した。
2010年はシーズンを通して調子があがらず、打率.270と低迷したが、ファン投票でのオールスターゲーム出場は5年連続で達成した。また同年シーズンに、ベーブ・ルース越えの2874安打を放った。守備では遊撃手として両リーグ1位の守備率.989を記録し、自身5度目のゴールドグラブ賞を獲得。オフの12月7日にヤンキースと総額4800万ドルの3年契約（2014年・800万ドル+出来高900万ドルのオプション付き）に合意した。
2011年7月10日、タンパベイ・レイズ戦（ヤンキー・スタジアム）、通算安打2999本で第2打席目を迎える。大声援の中、フルカウントから粘った末にデビッド・プライス投手の8球目を左翼席に放った。ヤンキースのベンチからは総出でジータ―を出迎えて祝福し、レイズの選手もダグアウトから出て拍手を送った。ジータ―が打席に立ったときから起こっていた声援は更に大きくなり、数分間鳴り止まなかった。この本塁打によってメジャー史上28人目・ヤンキース史上初の3000本安打を達成。本塁打での達成はウェイド・ボッグスに次ぐメジャー史上2人目の記録である。同試合では5打数5安打の活躍で決勝打も放ち、5対4でヤンキースが勝利。自らの偉業に花を添えた。シーズンでは終盤に復調して前年より打率は上がったが、本塁打はレギュラー定着後最低の6本で、連続二桁本塁打は15年で途切れた。
2012年は開幕から絶好調で、4月は打率4割を維持。シーズン中盤頃から調子を落とすも、後半から再び打率をあげて最終的に3年ぶりにシーズン打率3割を残し、リーグ最多の216安打を放った。ただし、盗塁はレギュラー定着後初めて1桁に終わった。デトロイト・タイガースとのALCSでは、第1戦の延長12回表にゴロを捌いた際に足首を骨折。全治3ヶ月の診断を受けて戦線離脱した。オフに3年ぶり5度目となるシルバースラッガー賞を受賞した。
2013年は前年の怪我の影響で、3月31日に15日間の故障者リスト入りし、4月27日に60日間の故障者リストへ異動。7月11日に復帰したが、同日のカンザスシティ・ロイヤルズ戦で大腿四頭筋を痛め、7月19日に再び15日間の故障者リスト入りした。7月28日に復帰。復帰後は4試合に出場していたが、8月3日に右ふくらはぎを痛め、8月5日に再び15日間の故障者リスト入りした。8月26日に復帰。復帰後は12試合に出場していたが、9月8日に左足首を痛め、9月11日にこの年4度目となる15日間の故障者リスト入りした。9月14日に60日間の故障者リストへ異動し、そのままシーズンを終えた。この年は度重なる故障の影響で、17試合の出場にとどまり、打率.190、1本塁打、7打点だった。オフの11月1日にヤンキースと1200万ドルの1年契約に合意した。
2014年2月12日に、2014年シーズン限りで現役を引退することが発表された。

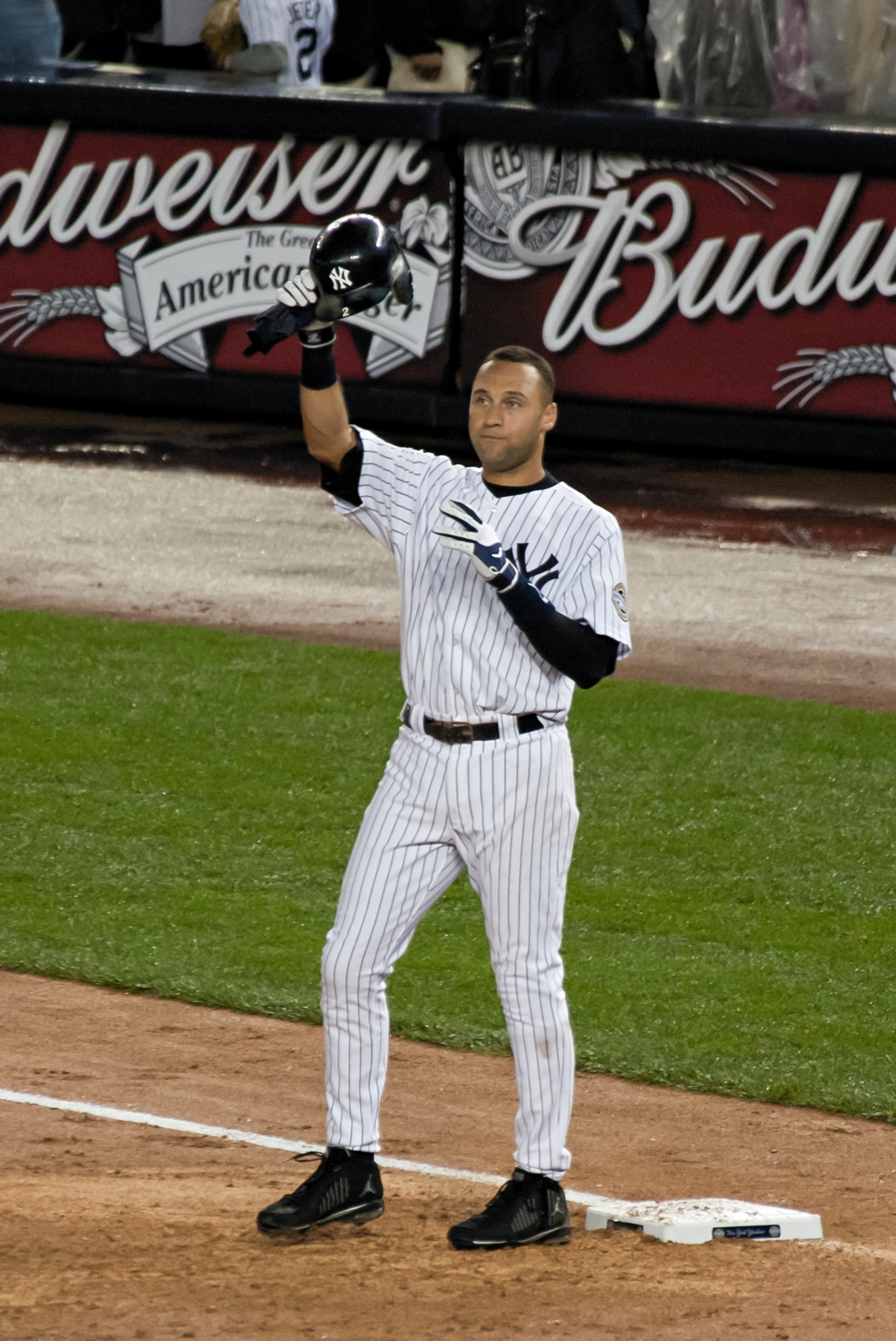
ヤンキース球団安打記録樹立時（2009年）

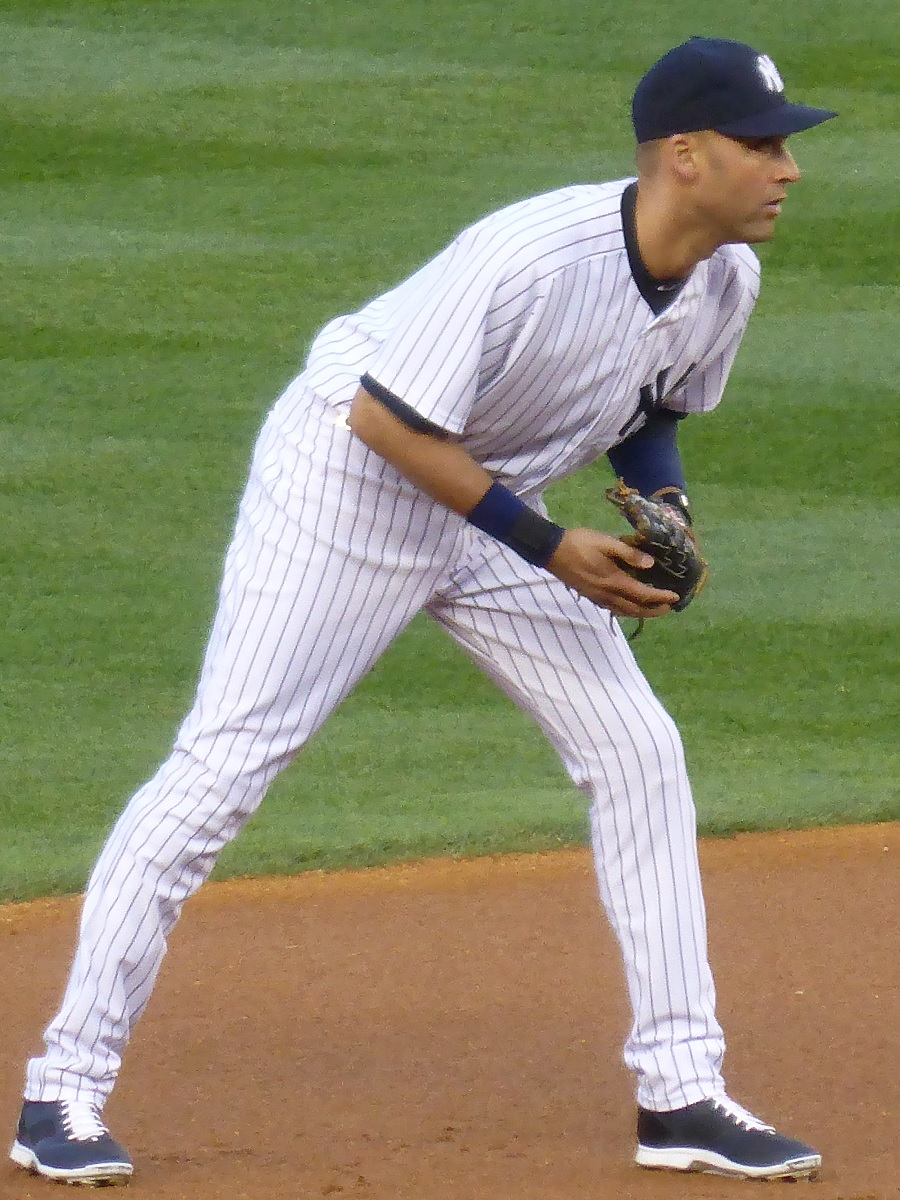
現役最終シーズン
（2014年5月13日）

7月には2年ぶり14回目となるオールスターゲームにファン投票・遊撃手部門1位で選出された。9月23日、球界に多大な功績を残したとしてコミッショナー特別表彰を贈られた。同賞のトロフィーを手渡したMLBコミッショナーのバド・セリグは「ジーターの業績に敬意を示す今日のような日を心待ちにしていた。同じ時代にコミッショナーを務めることができ、幸せに思う」と話し、ジーターは「多くの人がもらえるわけではない。この受賞を大切にしたい」と述べた。9月25日のボルチモア・オリオールズ戦（監督はジーターのデビュー時の監督であるバック・ショーウォルター）がホーム最終戦となった。ジーターにとってはヤンキー・スタジアムでの最後の試合、5-5の同点、9回1死二塁のチャンスにエバン・ミークからサヨナラヒットを放った。試合終了後はチームメイトのほか、ジーターの家族（両親、妹、甥）、かつて共にプレーし、自身を含め"Core Four"と呼ばれたマリアノ・リベラ、ホルヘ・ポサダ、アンディ・ペティット、そしてバーニー・ウィリアムス、ティノ・マルティネス、ヤンキース前監督のジョー・トーリがグラウンド内に集まり、ジーターを迎えた。その後、フランク・シナトラの名曲『マイ・ウェイ』が流れるなかダイヤモンドを一周し、ヤンキー・スタジアムに別れを告げた。9月28日にボストン・レッドソックス戦の3回表、三塁への内野安打で三塁走者のイチローを返し、タイムリーヒットを記録したところで代走と交代。観客の大きな拍手・声援を受けながら笑顔で監督のジョー・ジラルディやチームメイトと抱き合い、ベンチへと下がった。現役最後の試合で3465本目の安打を放ち、20年間のキャリアに幕を閉じた。試合後、「心身の全てをささげてきた。自分のやりたいことを最後までやり切ることができた。本当に幸せだ」と話した。

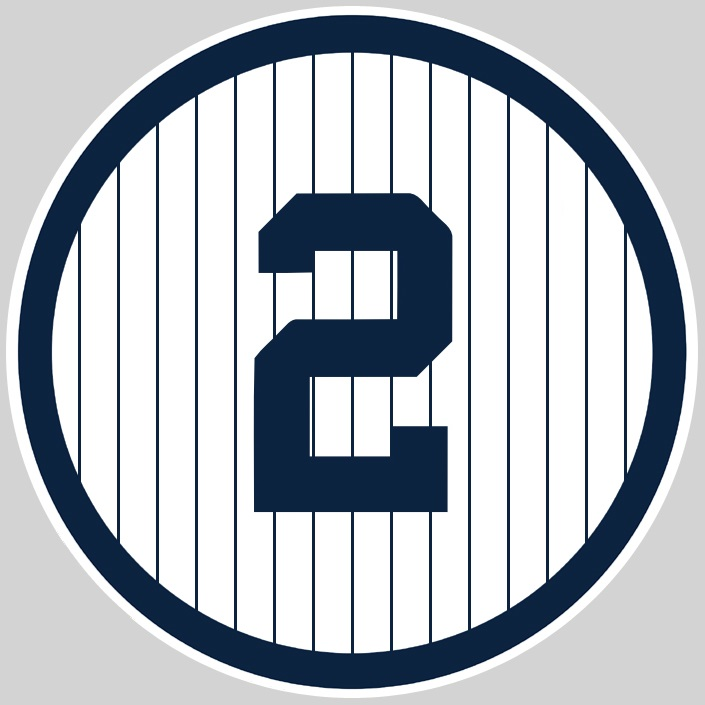
ジーターの背番号「2」。
ニューヨーク・ヤンキースの永久欠番に2017年指定。

### 引退後
2014年10月1日に「The Players' Tribune」（ザ・プレーヤーズ・トリビューン）という名のスポーツウェブサイトを開設した。通常のメディアと違い、記者を介在せず、選手からファンへ直に想いや意見を届けるのがサイトの特徴で、開設直後から多くの選手が利用している。例えば、NBAスターのコービー・ブライアントは、引退表明の場とした。また、ジーター自身もサイトに寄稿しており、2016年にはイチローに対する想いを綴った記事を掲載している。
引退後の活動について2014年に地元メディアから質問された際、監督やコーチ業は（全米各地への）遠征に多くの移動時間が要求されるため「やりたくない」と明言しており、オーナーになることについては興味があると話した。
2015年5月24日にバーニー・ウィリアムスの永久欠番セレモニーに出席し、現役引退後初めてヤンキー・スタジアムに姿を見せた。ティノ・マルティネス、ポール・オニール、ジョー・トーリ、アンディ・ペティット、ホルヘ・ポサダ、マリアノ・リベラと共に、盟友を祝福した。
2016年3月11日にタンパベイ・レイズ対キューバ代表の親善試合の特別ゲストとなったことが発表された。7月9日にカリフォルニア州ナパバレーでモデルのハンナ・デービスと結婚式を挙げた。MLBシーズン中に行われたセレモニーには、家族とごく少数の友人だけが招待され、ヤンキースの元選手ではホルヘ・ポサダ、アンドリュー・ジョーンズ、ティノ・マルティネスが列席したという。2人は2012年から交際、デービスはジーターの現役最後のヤンキースタジアム戦にも姿を見せていた。12月6日にヤンキースがジーターの背番号「2」を永久欠番に指定し、2017年5月14日にヤンキースタジアムで記念式典を行われた。これでヤンキースの1桁の背番号は全て永久欠番となった。ただし、0番のみ2019年から現役選手が付けている。
2017年は実業家のブルース・シャーマンとともにマイアミ・マーリンズを買収し、10月3日に最高経営責任者（CEO）に就任した。
2020年1月21日に殿堂入り資格1年目にして得票率99.75％でアメリカ野球殿堂入りを果たした。満票を1票の差で逃したことから、アメリカ中でしばらく「ジーターに投票しなかった奴は誰だ?」と犯人捜しが起こっていた。
2022年2月28日、共にマイアミマーリンズを買収したブルース・シャーマンと意見が割れたことが原因となって、マーリンズのCEOを辞任したことを発表した。
2023年2月13日に第57回スーパーボウルのハーフタイムショーでFOXメジャーリーグベースボールの野球解説者に就任することが発表された。6月24日と6月25日にロンドンにてカブスとカージナルスのライバル対決で開催された公式戦のロンドンシリーズが解説者としてのデビュー戦となった。元チームメイトのロドリゲスと現役時代のレッドソックスのライバルであるデビッド・オルティーズと共に解説を行ったが、誕生日が近かった(6月26日)ジーターに対してオルティーズが誕生日プレゼントとして特注のユニフォームを贈呈したが、それがレッドソックスのユニフォームだったため、投げ捨てて話題となった。

## 代表経歴
2006年3月に第1回WBCのアメリカ合衆国代表に選出された。2次リーグで敗退したが、自身はベストナイン（遊撃手部門）に選出された。
2009年3月に開催された第2回WBCのアメリカ合衆国代表に選出され、2大会連続2度目の選出となった。アメリカ合衆国代表に辞退者が相次ぐ中、真っ先に参加を表明し、大会期間中もMLBのスポークスマン的な役割を果たした。チームは準決勝進出を果たすも日本に敗れ、連覇を果たした日本を「優勝は何も驚くことじゃない」と称えた。そして「日本はひどい。みんな足が速いんだ」と感嘆していた。

## 選手としての特徴

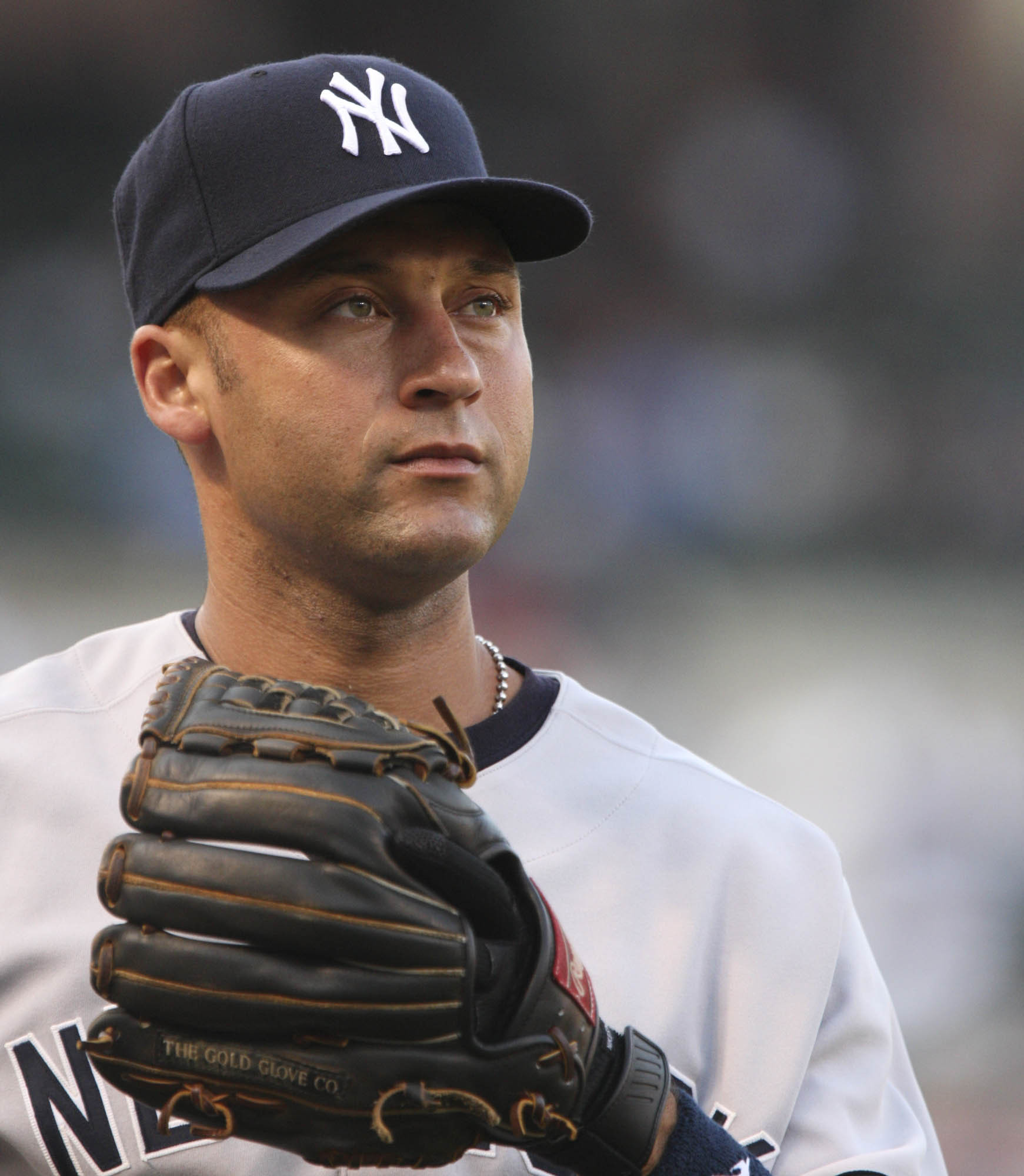

ベースボールにおけるインスティンクト（本能的に反応する能力）に優れ、ゲームの進み方に関する卓越した知識を活かし、走攻守で頭脳的なプレーを魅せる。常に全力を注ぐプレイスタイルの評価が高い。

### 打撃

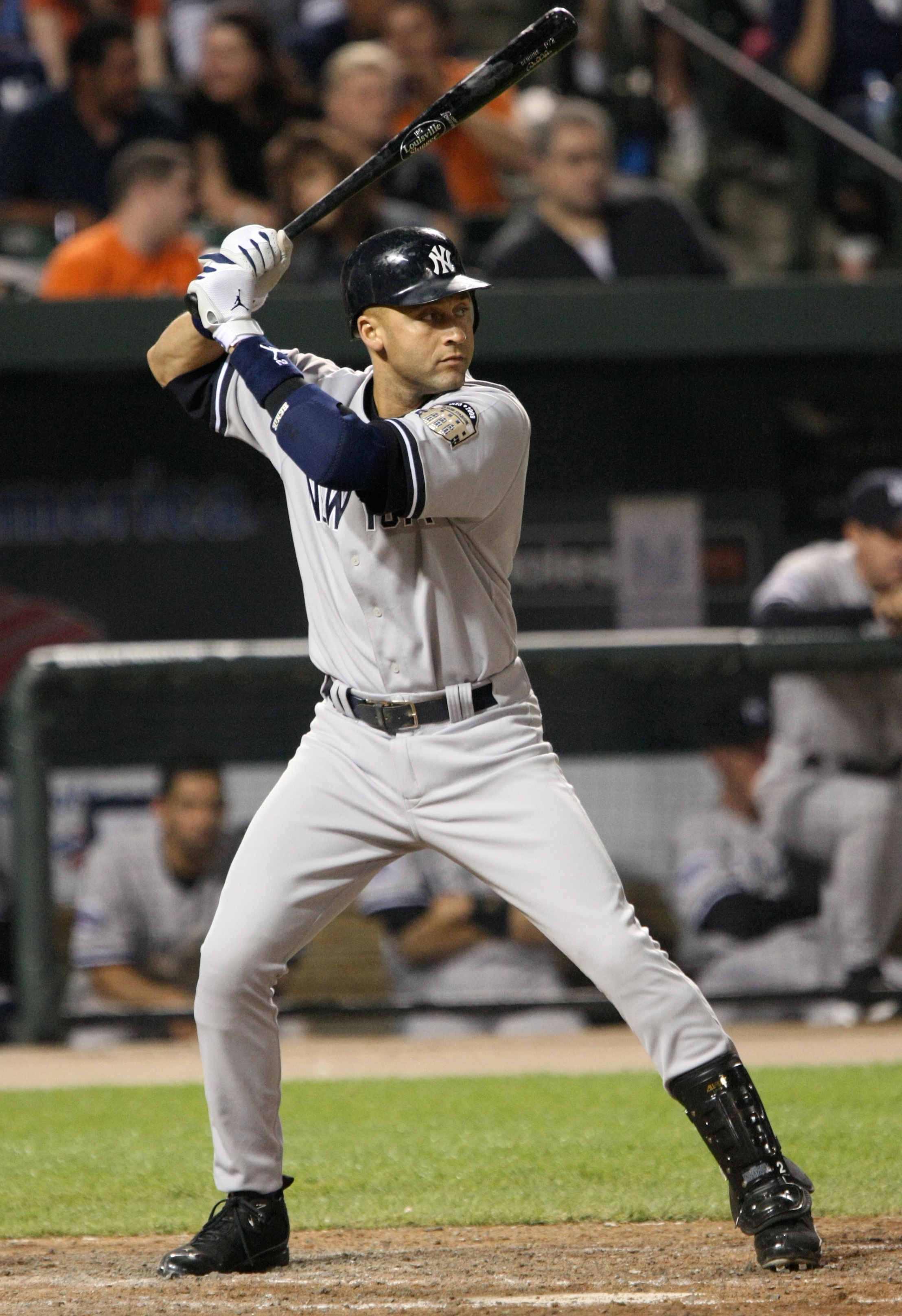
打撃時のジーター

優れたミート技術と確かな選球眼で安打を積み重ねる巧打者。
チャンスで勝負強さを発揮するMLB屈指のクラッチヒッターとして知られ、「キャプテン・クラッチ（Captain Clutch）」の異名を持つ。2012年に引退したアトランタ・ブレーブスの強打者チッパー・ジョーンズは現役時代、「1点とられたら負けの場面、2アウトで最も打席に迎えたくないのが、デレク・ジーターだ」と述べている。
引退までに年間200本安打を8回達成しており、通算安打数は歴代6位の3465本、544の二塁打を含めたこの記録はいずれもヤンキースの球団記録である。また、遊撃手の通算安打数も、ルイス・アパリシオを抜いて歴代1位となった。ハイペースで安打数を積み上げており、35歳までの通算安打数のペースでは通算安打数記録保持者のピート・ローズと比べても遜色がない。
ゴロ性の打球が多く、右打ちを得意とする。GB/FB（全ゴロ数÷全フライ数）は毎年平均で2.38に達し、打率.343を記録した2006年は3.25に達した。三遊間の深い位置に飛ぶゴロ性の強い打球が多く、加えて俊足であることから内野安打も多く、ほぼ毎年20本以上の内野安打を放っている。一方で併殺打も多く、2007年、2008年は年間20を超える併殺打を放った。
1996年から2003年までの間、年間平均で約111もの三振を喫しており、2番打者としては比較的多かった。ただし、当時としては2番・遊撃というポジションでジーターほどの攻撃力を見せる選手はほとんどおらず、1990年代後半にはアレックス・ロドリゲス、ノマー・ガルシアパーラと共に3大遊撃手と称された。2009年からは1番打者としての起用が主になった。
遊撃手としてはメジャーリーグでも大柄なほうではあるが、決してパワーヒッターではなく、首位打者のタイトルにも縁がなかった。それどころか現役時代に遂に打撃三冠を1つも獲得することが無かった。しかし選球眼はよく、打率とともに出塁率が高い。通算打率は.310を記録し（特に左投手に対しては通算打率.337と強い）、20年のキャリアの中で好不調の波も少なく、長期に渡り安定した成績を残してきた実績も高く評価されている。
ネクストバッターズサークルで打順を待っているときに、よく観客席の子供と話をしていた。以前にコーチ陣から集中力の妨げになるとたしなめられたこともあったが、「子供たちと試合を楽しみたいんだ。自分には集中力に関する問題はない」と自分のスタイルを貫き通した。

### 走塁
右打者ながら一塁到達まで4.1秒、セーフティバントを試みる際には4.0秒を切ることもある俊足を誇った。加齢に伴い、2008年頃にはスピード面で衰えを指摘されるようになったが、下半身強化に取り組んだ2009年には3年ぶりの30盗塁に到達し、通算300盗塁も達成した。盗塁成功率も2002年に32盗塁を残して成功率91.4%（同年のリーグ1位）、2006年に34盗塁を残して成功率87.1%（リーグ3位）を記録するなどしている。
スライディングする際は、ほとんどがヘッドスライディングである。

### 守備

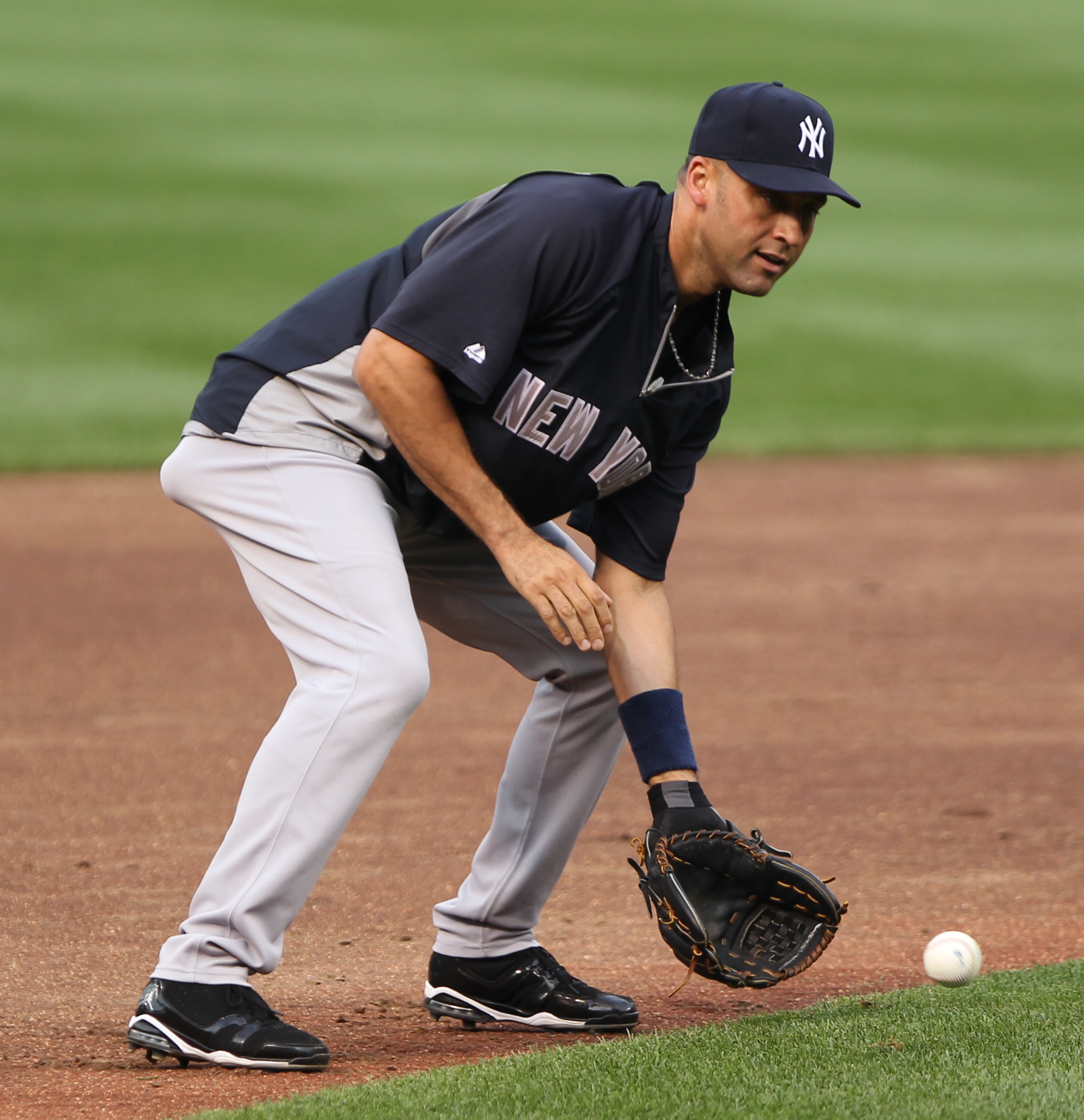
ジーターのフィールディング

特徴の一つとして、強烈な印象を残す守備が挙げられる。もっとも象徴的なものとして語られるのが、2001年のアスレチックスとのALDS第3戦で見せた、"The Flip"と呼ばれるプレイである。ヤンキースの1点リードで迎えた7回2死一塁からヤンキースの先発投手マイク・ムッシーナがアスレチックスのテレンス・ロングにライト線を破る長打を浴びる。右翼手のシェーン・スペンサーが本塁に返球したところ、中継に入った一塁手のティノ・マルティネスの頭を超える悪送球になってしまう。ボールが本塁数メートル前の一塁側ファウルラインのあたりを転がるところにジーターが飛び込み、右手でつかんだボールをそのまま捕手のホルヘ・ポサダにバックトス、走者のジェレミー・ジアンビ（ジェイソン・ジアンビの弟で、当時は兄弟揃ってアスレチックスに在籍）を間一髪でタッチアウトにした。のちにジェイソン・ジアンビがフリーエージェントでヤンキースに移籍した際、彼は真っ先に「おい、あのプレーの練習を見せろ」と言ったといわれている。
2007年8月に発行されたアメリカの雑誌『ベースボール・アメリカ』で発表されたアメリカンリーグ全監督の選考によるアメリカンリーグ部門別ベストツール選手ランキングにおいては「最も守備の上手いショート」部門で選出され、2004年から2006年まで3年連続でゴールドグラブ賞を受賞しており、一般の評価は高い。プレーでは三遊間の深い位置に飛んだ内野ゴロを逆シングルで捕球し、そのまま一塁へジャンピングスローする姿がよく見られる。
グラブ捌きに疑問符がつけられることはない一方で、瞬発力に欠けるため守備範囲は広くなく、打者の特徴や傾向を把握した的確なポジションをとることで動き出しの遅さをカバーしていた。特にセイバーメトリクスにおける守備指標の導入後は、各指標でいずれも遊撃手中で低い数値であることが明らかになり、特に2006年から2008年の3年間を対象にしたプラス・マイナス・システムでは全遊撃手中最下位の-68という数値であった。2010年から2012年までの3年間でも、守備防御点が合計－42で全遊撃手中最下位だった。
晩年はコンバート案も浮上し、2009年のWBC後にはニューヨーク・タイムズ紙がジーターの衰えを指摘し、ジミー・ロリンズに比べて守備範囲が狭いことを指摘した上で、外野へのコンバートを提言した。

### ポストシーズン
ポストシーズンでも勝負強さを発揮することで知られている。2012年までのキャリア16年間で合計158試合に出場し、本塁打20本、打率／出塁率／長打率はそれぞれ.308／.374／.465といずれも高い数字を残している。この間、ヤンキースは1996年、1998年から2000年の3連覇、さらに2009年と、5度のワールドシリーズを制し、ジーターはその中心選手として活躍した。
2001年のワールドシリーズでは打率1割台と低迷し、チームもアリゾナ・ダイヤモンドバックスに3勝4敗で敗れはしたものの、第4戦で金炳賢から劇的なサヨナラホームランを放ったことから「ミスター・ノベンバー（Mr.November ）」と呼ばれた。ワールドシリーズは例年10月中に全日程が終了するが、2001年は9・11テロの影響で日程が遅れ、第4戦は10月31日の開催となった。しかし、9回裏にヤンキースが同点に追いつき延長戦に突入し、10回裏にジーターが打席に入った時点で試合時間が3時間30分を超えて日付が11月1日に変わっていた。ヤンキース往年の名選手レジー・ジャクソンは、ポストシーズンでの活躍により「ミスター・オクトーバー（Mr.October ）」と呼ばれたが、ジーターの「ミスター・ノベンバー」はそれになぞらえたものである。

### 評価
ヤンキース一筋20年、ワールドシリーズ優勝5回という輝かしい経歴を有する。
打撃タイトルとは無縁ながらもハイペースで安打を積み重ね、現役時代からアメリカ野球殿堂入りが確実視されていた。2013年1月5日にはCBSスポーツ電子版が「現役選手で殿堂入りが確実な5人」を特集し、イチロー、マリアノ・リベラ、アルバート・プホルス、ジム・トーミの4人とともにジーターの名前が挙げられた。2016年12月6日、ヤンキースはジーターの背番号2を永久欠番とすることを発表した。
2014年の時、MLB10年以上のベテラン野手では唯一のヤンキース生え抜き野手であり、地元ニューヨークでは絶大な人気を誇る。2008年の調査では、ニューヨーク市民の好きなアスリートの1位がジーターだった。また、2012年後半のMLBレプリカユニフォームの売り上げで第1位となるなど、ニューヨークに限らず全米規模で注目を集めるスーパースターであり、最も人気のあるMLB選手に数えられる。
アメリカ合衆国の大手調査会社ハリスが実施した「アメリカ人の好きなアスリート」のランキングでは、2007年にタイガー・ウッズに次ぐ2位に入ったのを皮切りに、毎年のようにトップ10の上位に顔を出している。2011年の同調査では、ペイトン・マニング、コービー・ブライアントらを抑えて初の1位を獲得した。
2009年9月、ルー・ゲーリッグの球団最多安打記録を更新した際、全米メディアが熱狂の渦に包まれた。これほどの注目が集まる理由として、ニューヨークという巨大市場に本拠地を置く名門球団ヤンキースに所属するアメリカ人の生え抜き選手であること、「チームの勝利を第一に考え、自分の数字を追わない選手」として相手チームの選手からも尊敬されるロールモデルであること、ルー・ゲーリッグという伝説的ヒーローに挑むという図式が好まれたことが挙げられる。

## 人物
類まれなリーダーシップを持つ人格者として知られ、現役時代はヤンキースの第11代主将を務めた。
チームメイトには常に積極的に声をかけ、ベンチでもホームインした選手を真っ先に出迎える。英語が苦手な選手を食事に誘って英語を教えることもある。松井秀喜のように慕うチームメイトは非常に多く、監督を務めたジョー・トーリは著書の中で「ジーターの新人時代、どうしたらこんな人間ができるのかと思った。最初から言うべきことがあまりなかった。教育というより、どういう人間か知りたくて対話した」と記している。2010年4月13日に行われたチャンピオンリング贈呈式では、エンゼルスに移籍した松井にもリングが贈呈されたが、この時に松井に贈呈されたチャンピオンリングは偽物であった。これはジーターがいたずらを仕込んだもので、試合後には本物が渡されるまで松井は気付かなかった。
取材においても、選手は毎回試合後の取材を受けなくてはならない決まりがあるわけではないが、ジーターは負けた試合のあとは必ず報道陣の取材を受ける。20人前後の記者に取り囲まれて、最後のひとりの質問が終わるまで絶対に動かないという。逆に自分が活躍して勝った日などはすぐに帰ってしまうため、あるときに記者のひとりが「なぜ負けた日は丁寧に取材に応じるのに、自分が活躍した日は帰るのか」と質問したところ、ジータ―は「今日は僕以外にも活躍した人がいるから、そちらに脚光を当ててくれ」と答えた。
黒人と白人の間に生まれたハーフであり、成長過程では人種差別を受けることもしばしばあった。しかし両親の賢明な教育方針もあり、家族や友人や教師等、周囲から慕われ愛されながら幸福な子供時代を送った。小学校時代の教師は、たとえ野球選手として有名にならなかったとしても教師の記憶に永久に残る類いの生徒であり、もの静かながらどの人種グループにも自然に溶け込み人を打ち解けた気分にさせる特別な子供だったと語っている。また高校時代の教師も、学業やスポーツに秀でながら驕ったところが全くなく、他の生徒の手助けをする際にも相手に劣等感を抱かせることなく手を差し伸べ、あらゆる人種や経済的背景のグループと分け隔てなく付き合うことのできる生徒だったと証言している。一方、社会的な場では理不尽な差別を受けることもしばしばあり、特に1992年にドラフト1巡目で念願のヤンキースに入団してマイナーで初シーズンを過ごした後、初めて凱旋気分で帰郷した折にファストフード店の駐車場で「ニガー」と野次られた経験は、それまでになく悔しく許せないものだった。しかしヤンキー・スタジアムのファンから差別語を言われたことは1度もないと語っている。
毎年優れた成績を残すジーターだが、個人記録にはまったく興味を示さない。「チームスポーツをやっているのだから、何よりも勝つことがすべて」という考えを貫いている。よって、新人の頃から個人成績に関する取材を極端に嫌うことで有名である。また、審判に対しても非常に丁寧に接することで知られる。幼少時代に、父から「審判を敬え、文句を言うな」と言い聞かされて育ったため、審判の判定にクレームをつけることはない。際どい判定で主審と言葉を交わすのも、あくまで確認のためである。節目のシーズン200安打を達成した際にも、記念のボールは受け取らない。これについて、イチローは、「200本目のヒット（のボール）を取らないのはすごいなと思って。ボール欲しいよね、普通。そういうところで、ジーターって選手にすごみを感じます」とコメントしている。
甘いマスクから女性ファンに非常に人気がある。プレイボーイとして知られ、女性関係の話題は事欠かない。過去には、人気シンガーのマライア・キャリー、2000年のミス・ユニバース優勝者ララ・ダッタ（Lara Dutta）、歌手ジョイ・エンリケス（Joy Enriquez）、女優ジョーダナ・ブリュースター、女優スカーレット・ヨハンソン、女優ガブリエル・ユニオン、女優ジェシカ・アルバ、ファッションモデルのタイラ・バンクス、女優ジェシカ・ビール、タレントのヴァネッサ・ミニーロ（Vanessa Minnillo）との交際が報じられた。ヤンキースオーナーのジョージ・スタインブレナーから「夜な夜なパーティーにうつつを抜かしている」と苦言を呈されたこともあるが、この時には「俺はパーティーアニマルじゃない」と反論。この騒動は本人出演のパロディーCMが制作されるほどの話題になった。その後ミンカ・ケリー（Minka Kelly）と交際し、2009年8月にはニューヨーク・ポスト紙が2人は結婚間近であると報じたが、2011年8月26日にケリーの事務所が破局を発表した。
MLBを代表する人気選手であるジーターは、スポーツ用品などを中心に数多くのCMに出演している。日本では、打撃練習器具「ジップヒット」の通信販売CMが有名である。
ニューヨーク・マンハッタンの高級アパートメントの1フロア（penthouse）を所有していたが2012年に売り払い、現在は主にフロリダ州タンパの豪邸に住んでいる。
2013年に出版社を立ち上げ、「現役引退後の青写真が、これで決まってくる」と話した。
選手引退後、ミシガン州のスポーツ殿堂にノミネートされたが、多忙なスケジュールと悪天候が重なったことが原因で式典当日までに航空便の折り合いが付かなかったため式典に出席できず当日欠席し、そのままスポーツ殿堂の話はお流れになった。

### 家族
引退後の2016年7月9日に、2012年から交際していたハンナ・デービスと結婚式を挙げた。2017年8月17日、第一子誕生。女児でベラ・レイン（Bella Raine）と名付けられた。 その後2019年1月に第二子(女児)、2021年12月に第三子(女児)、2023年5月に第四子(男児)が誕生している。

### 慈善活動
慈善活動に積極的である。ルーキー年の1996年9月に、子供たちを健全な生活スタイルに導くための組織を立ち上げたい意向を、当時ソーシャル・ワーカーをしていた父親に打ち明けるとともに仕事を止めて組織を運営してくれるよう依頼した。父親はジーターの決意が真剣であることを確認後、その方がより多くの人々を助けることができると考え承諾し、同年12月に反薬物の啓発や、奨学金の給付などを行う「ターン2ファウンデーション」という組織を立ち上げた。やがて実務に忙殺される父親の体調を心配する母親と大学を卒業した妹が加わり、現在ではニューヨーク、ミシガン、フロリダ州タンパ地域で活動を展開している。2009年には、社会福祉や地域奉仕に貢献した選手に贈られるロベルト・クレメンテ賞を受賞した。

## 詳細情報

### 年度別打撃成績
| 年 度     | 球 団     | 試 合 | 打 席 | 打 数 | 得 点 | 安 打 | 二 塁 打 | 三 塁 打 | 本 塁 打 | 塁 打 | 打 点 | 盗 塁 | 盗 塁 死 | 犠 打 | 犠 飛 | 四 球 | 敬 遠 | 死 球 | 三 振 | 併 殺 打 | 打 率 | 出 塁 率 | 長 打 率 | O P S |
| --------- | --------- | ----- | ----- | ----- | ----- | ----- | -------- | -------- | -------- | ----- | ----- | ----- | -------- | ----- | ----- | ----- | ----- | ----- | ----- | -------- | ----- | -------- | -------- | ----- |
| 1995      | NYY       | 15    | 51    | 48    | 5     | 12    | 4        | 1        | 0        | 18    | 7     | 0     | 0        | 0     | 0     | 3     | 0     | 0     | 11    | 0        | .250  | .294     | .375     | .669  |
| 1996      | NYY       | 157   | 654   | 582   | 104   | 183   | 25       | 6        | 10       | 250   | 78    | 14    | 7        | 6     | 9     | 48    | 1     | 9     | 102   | 13       | .314  | .370     | .430     | .800  |
| 1997      | NYY       | 159   | 748   | 654   | 116   | 190   | 31       | 7        | 10       | 265   | 70    | 23    | 12       | 8     | 2     | 74    | 0     | 10    | 125   | 14       | .291  | .370     | .405     | .775  |
| 1998      | NYY       | 149   | 694   | 626   | 127   | 203   | 25       | 8        | 19       | 301   | 84    | 30    | 6        | 3     | 3     | 57    | 1     | 5     | 119   | 13       | .324  | .384     | .481     | .864  |
| 1999      | NYY       | 158   | 739   | 627   | 134   | 219   | 37       | 9        | 24       | 346   | 102   | 19    | 8        | 3     | 6     | 91    | 5     | 12    | 116   | 12       | .349  | .438     | .552     | .989  |
| 2000      | NYY       | 148   | 679   | 593   | 119   | 201   | 31       | 4        | 15       | 285   | 73    | 22    | 4        | 3     | 3     | 68    | 4     | 12    | 99    | 14       | .339  | .416     | .481     | .896  |
| 2001      | NYY       | 150   | 686   | 614   | 110   | 191   | 35       | 3        | 21       | 295   | 74    | 27    | 3        | 5     | 1     | 56    | 3     | 10    | 99    | 13       | .311  | .377     | .480     | .858  |
| 2002      | NYY       | 157   | 730   | 644   | 124   | 191   | 26       | 0        | 18       | 271   | 75    | 32    | 3        | 3     | 3     | 73    | 2     | 7     | 114   | 14       | .297  | .373     | .421     | .794  |
| 2003      | NYY       | 119   | 542   | 482   | 87    | 156   | 25       | 3        | 10       | 217   | 52    | 11    | 5        | 3     | 1     | 43    | 2     | 13    | 88    | 10       | .324  | .393     | .450     | .844  |
| 2004      | NYY       | 154   | 721   | 643   | 111   | 188   | 44       | 1        | 23       | 303   | 78    | 23    | 4        | 16    | 2     | 46    | 1     | 14    | 99    | 19       | .292  | .352     | .471     | .823  |
| 2005      | NYY       | 159   | 752   | 654   | 122   | 202   | 25       | 5        | 19       | 294   | 70    | 14    | 5        | 7     | 3     | 77    | 3     | 11    | 117   | 15       | .309  | .389     | .450     | .839  |
| 2006      | NYY       | 154   | 715   | 623   | 118   | 214   | 39       | 3        | 14       | 301   | 97    | 34    | 5        | 7     | 4     | 69    | 4     | 12    | 102   | 13       | .343  | .417     | .483     | .900  |
| 2007      | NYY       | 156   | 714   | 639   | 102   | 206   | 39       | 4        | 12       | 289   | 73    | 15    | 8        | 3     | 2     | 56    | 3     | 14    | 100   | 21       | .322  | .388     | .452     | .840  |
| 2008      | NYY       | 150   | 668   | 596   | 88    | 179   | 25       | 3        | 11       | 243   | 69    | 11    | 5        | 7     | 4     | 52    | 0     | 9     | 85    | 24       | .300  | .363     | .408     | .771  |
| 2009      | NYY       | 153   | 716   | 634   | 107   | 212   | 27       | 1        | 18       | 295   | 66    | 30    | 5        | 4     | 1     | 72    | 4     | 5     | 90    | 18       | .334  | .406     | .465     | .871  |
| 2010      | NYY       | 157   | 739   | 663   | 111   | 179   | 30       | 3        | 10       | 245   | 67    | 18    | 5        | 1     | 3     | 63    | 4     | 9     | 106   | 22       | .270  | .340     | .370     | .710  |
| 2011      | NYY       | 131   | 607   | 546   | 84    | 162   | 24       | 4        | 6        | 212   | 61    | 16    | 6        | 4     | 5     | 46    | 0     | 6     | 81    | 10       | .297  | .355     | .388     | .743  |
| 2012      | NYY       | 159   | 740   | 683   | 99    | 216   | 32       | 0        | 15       | 293   | 58    | 9     | 4        | 6     | 1     | 45    | 1     | 5     | 90    | 24       | .316  | .362     | .429     | .791  |
| 2013      | NYY       | 17    | 73    | 63    | 8     | 12    | 1        | 0        | 1        | 16    | 7     | 0     | 0        | 0     | 1     | 8     | 1     | 1     | 10    | 3        | .190  | .288     | .254     | .542  |
| 2014      | NYY       | 145   | 634   | 581   | 47    | 149   | 19       | 1        | 4        | 182   | 50    | 10    | 2        | 8     | 4     | 35    | 0     | 6     | 87    | 15       | .256  | .304     | .313     | .617  |
| MLB：20年 | MLB：20年 | 2747  | 12602 | 11195 | 1923  | 3465  | 544      | 66       | 260      | 4921  | 1311  | 358   | 97       | 97    | 58    | 1082  | 39    | 170   | 1840  | 287      | .310  | .377     | .440     | .817  |

- 各年度の太字はリーグ最高

### ポストシーズン打撃成績
| 年 度      | 球 団      | 試 合 | 打 席 | 打 数 | 得 点 | 安 打 | 二 塁 打 | 三 塁 打 | 本 塁 打 | 塁 打 | 打 点 | 盗 塁 | 盗 塁 死 | 犠 打 | 犠 飛 | 四 球 | 敬 遠 | 死 球 | 三 振 | 併 殺 打 | 打 率 | 出 塁 率 | 長 打 率 | O P S |
| ---------- | ---------- | ----- | ----- | ----- | ----- | ----- | -------- | -------- | -------- | ----- | ----- | ----- | -------- | ----- | ----- | ----- | ----- | ----- | ----- | -------- | ----- | -------- | -------- | ----- |
| 1996       | NYY        | 15    | 67    | 61    | 12    | 22    | 3        | 0        | 1        | 32    | 3     | 3     | 0        | 1     | 0     | 4     | 0     | 1     | 13    | 1        | .361  | .409     | .459     | .868  |
| 1997       | NYY        | 5     | 24    | 21    | 6     | 7     | 1        | 0        | 2        | 17    | 2     | 1     | 0        | 0     | 0     | 3     | 0     | 0     | 5     | 0        | .333  | .417     | .667     | 1.084 |
| 1998       | NYY        | 13    | 61    | 51    | 7     | 12    | 1        | 1        | 0        | 17    | 3     | 3     | 0        | 3     | 0     | 7     | 0     | 0     | 10    | 2        | .235  | .328     | .294     | .622  |
| 1999       | NYY        | 12    | 53    | 48    | 10    | 18    | 3        | 1        | 1        | 31    | 4     | 3     | 1        | 0     | 0     | 5     | 0     | 0     | 9     | 0        | .375  | .434     | .542     | .976  |
| 2000       | NYY        | 16    | 75    | 63    | 13    | 20    | 2        | 1        | 4        | 43    | 9     | 1     | 1        | 0     | 0     | 11    | 0     | 1     | 18    | 0        | .317  | .427     | .571     | .998  |
| 2001       | NYY        | 17    | 70    | 62    | 5     | 14    | 1        | 0        | 1        | 20    | 4     | 0     | 1        | 1     | 2     | 3     | 0     | 2     | 8     | 0        | .226  | .275     | .290     | .565  |
| 2002       | NYY        | 4     | 19    | 16    | 6     | 8     | 0        | 0        | 2        | 16    | 3     | 0     | 0        | 0     | 1     | 2     | 0     | 0     | 3     | 0        | .500  | .526     | .875     | 1.401 |
| 2003       | NYY        | 17    | 78    | 70    | 10    | 22    | 5        | 0        | 2        | 40    | 5     | 2     | 0        | 0     | 0     | 7     | 1     | 1     | 13    | 2        | .314  | .385     | .471     | .856  |
| 2004       | NYY        | 11    | 59    | 49    | 8     | 12    | 2        | 0        | 1        | 20    | 9     | 2     | 0        | 3     | 0     | 7     | 0     | 0     | 6     | 1        | .245  | .339     | .347     | .686  |
| 2005       | NYY        | 5     | 23    | 21    | 4     | 7     | 0        | 0        | 2        | 15    | 5     | 1     | 0        | 0     | 1     | 1     | 0     | 0     | 5     | 0        | .333  | .348     | .619     | .967  |
| 2006       | NYY        | 4     | 17    | 16    | 4     | 8     | 4        | 0        | 1        | 20    | 1     | 0     | 1        | 0     | 0     | 1     | 0     | 0     | 2     | 1        | .500  | .529     | .938     | 1.467 |
| 2007       | NYY        | 4     | 17    | 17    | 0     | 3     | 0        | 0        | 0        | 3     | 1     | 0     | 0        | 0     | 0     | 0     | 0     | 0     | 4     | 3        | .176  | .176     | .176     | .352  |
| 2009       | NYY        | 15    | 74    | 64    | 14    | 22    | 5        | 0        | 3        | 44    | 6     | 0     | 1        | 0     | 0     | 10    | 2     | 0     | 11    | 2        | .344  | .432     | .563     | .995  |
| 2010       | NYY        | 9     | 42    | 40    | 2     | 10    | 3        | 1        | 0        | 19    | 2     | 1     | 0        | 0     | 0     | 2     | 0     | 0     | 10    | 1        | .250  | .286     | .375     | .661  |
| 2011       | NYY        | 5     | 25    | 24    | 6     | 6     | 1        | 0        | 0        | 8     | 2     | 1     | 0        | 0     | 0     | 1     | 0     | 0     | 8     | 1        | .250  | .280     | .292     | .572  |
| 2012       | NYY        | 6     | 30    | 27    | 4     | 9     | 1        | 1        | 0        | 14    | 2     | 0     | 0        | 1     | 0     | 2     | 0     | 0     | 10    | 0        | .333  | .379     | .444     | .823  |
| 出場：16回 | 出場：16回 | 158   | 734   | 650   | 111   | 200   | 32       | 5        | 20       | 302   | 61    | 18    | 5        | 4     | 9     | 66    | 3     | 5     | 135   | 14       | .308  | .374     | .465     | .838  |

- 赤太字はMLBポストシーズン歴代最高

### WBCでの打撃成績
| 年 度 | 代 表          | 試 合 | 打 席 | 打 数 | 得 点 | 安 打 | 二 塁 打 | 三 塁 打 | 本 塁 打 | 塁 打 | 打 点 | 盗 塁 | 盗 塁 死 | 犠 飛 | 四 球 | 敬 遠 | 死 球 | 三 振 | 併 殺 打 | 打 率 | 出 塁 率 | 長 打 率 |
| ----- | -------------- | ----- | ----- | ----- | ----- | ----- | -------- | -------- | -------- | ----- | ----- | ----- | -------- | ----- | ----- | ----- | ----- | ----- | -------- | ----- | -------- | -------- |
| 2006  | アメリカ合衆国 | 6     | 24    | 20    | 5     | 9     | 0        | 1        | 0        | 11    | 1     | 0     | 0        | 0     | 2     | 0     | 1     | 1     | 0        | .450  | .522     | .550     |
| 2009  | アメリカ合衆国 | 8     | 34    | 29    | 2     | 8     | 2        | 0        | 0        | 10    | 0     | 0     | 1        | 0     | 4     | 0     | 1     | 1     | 1        | .276  | .382     | .345     |

### 年度別守備成績
| 年 度 | 球 団 | 遊撃（SS） | 遊撃（SS） | 遊撃（SS） | 遊撃（SS） | 遊撃（SS） | 遊撃（SS） |
| 年 度 | 球 団 | 試 合      | 刺 殺      | 補 殺      | 失 策      | 併 殺      | 守 備 率   |
| ----- | ----- | ---------- | ---------- | ---------- | ---------- | ---------- | ---------- |
| 1995  | NYY   | 15         | 17         | 34         | 2          | 7          | .962       |
| 1996  | NYY   | 157        | 244        | 444        | 22         | 83         | .969       |
| 1997  | NYY   | 159        | 244        | 457        | 18         | 87         | .975       |
| 1998  | NYY   | 148        | 223        | 393        | 9          | 82         | .986       |
| 1999  | NYY   | 158        | 230        | 391        | 14         | 87         | .978       |
| 2000  | NYY   | 148        | 237        | 349        | 24         | 78         | .961       |
| 2001  | NYY   | 150        | 212        | 343        | 15         | 68         | .974       |
| 2002  | NYY   | 156        | 219        | 367        | 14         | 69         | .977       |
| 2003  | NYY   | 118        | 159        | 271        | 14         | 51         | .968       |
| 2004  | NYY   | 154        | 273        | 392        | 13         | 96         | .981       |
| 2005  | NYY   | 157        | 262        | 454        | 15         | 96         | .979       |
| 2006  | NYY   | 150        | 214        | 381        | 15         | 81         | .975       |
| 2007  | NYY   | 155        | 199        | 390        | 18         | 104        | .970       |
| 2008  | NYY   | 148        | 220        | 347        | 12         | 69         | .979       |
| 2009  | NYY   | 150        | 206        | 340        | 8          | 75         | .986       |
| 2010  | NYY   | 151        | 182        | 365        | 6          | 94         | .989       |
| 2011  | NYY   | 122        | 140        | 280        | 12         | 60         | .972       |
| 2012  | NYY   | 135        | 172        | 324        | 10         | 67         | .980       |
| 2013  | NYY   | 13         | 23         | 27         | 2          | 6          | .962       |
| 2014  | NYY   | 130        | 144        | 256        | 11         | 48         | .973       |
| 通算  | 通算  | 2674       | 3820       | 6605       | 254        | 1408       | .976       |

- 太字年はゴールドグラブ賞受賞

### 表彰
MLB
- 新人王：（1996年）
- シルバースラッガー賞（遊撃手部門）：5回（2006年 - 2009年、2012年）※歴代4位
- ゴールドグラブ賞（遊撃手部門）：5回（2004年 - 2006年、2009年 - 2010年）※歴代5位タイ
- ワールドシリーズMVP：1回（2000年）
- ハンク・アーロン賞：2回（2006年、2009年）
- ベーブ・ルース賞：1回（2000年）
- ロベルト・クレメンテ賞：1回（2009年）
- ルー・ゲーリッグ賞：1回（2010年）
- オールスターMVP：1回（2000年）※オールスターゲームとワールドシリーズ両方のMVPを同じ年に受賞した選手はMLB史上初（2019年シーズン終了時点）
- コミッショナー特別表彰：1回（2014年）
- プレイヤーズ・チョイス・アワード
  - アメリカンリーグ最優秀新人：（1996年）
- プレイヤー・オブ・ザ・マンス：1回（1998年8月）

MiLB
- ベースボール・アメリカ・マイナーリーグ年間最優秀選手賞：1回（1994年）

### 記録
- MLBオールスターゲーム選出：14回（1998年、1999年、2000年、2001年、2002年、2004年、2006年、2007年、2008年、2009年、2010年、2011年、2012年、2014年）※歴代15位タイ
- シーズン安打試合数135：（1999年）※MLBタイ記録
- 通算打席：12602（歴代10位）
- 通算打数：11195（歴代7位）
- 通算得点：1923（歴代10位）
- 通算安打：3465（歴代6位）
- 通算補殺：6605（遊撃手として歴代10位）

### 背番号
- 2（1995年 - 2014年）※ニューヨーク・ヤンキースの永久欠番

### 代表歴
- 2006 ワールド・ベースボール・クラシック・アメリカ合衆国代表
- 2009 ワールド・ベースボール・クラシック・アメリカ合衆国代表